# Горст Фогель
Горст Фогель (нім. Horst Vogel; 6 листопада 1916, Ціпсендорф, Німецька імперія — 16 березня 1944, біля Анціо і Неттуно, Італія) — офіцер наземних части люфтваффе, лейтенант. Кавалер Німецького хреста в золоті.

## Нагороди[1]
- Залізний хрест
  - 2-го класу (6 червня 1941)
  - 1-го класу (18 червня 1941)
- Німецький хрест в золоті (14 квітня 1942) — як лейтенант 10-го батальйону 1-го парашутно-штурмового полку.
- Нагрудний знак люфтваффе «За наземний бій» (1 вересня 1942)
- Нагрудний знак «За поранення» в сріблі (17 листопада 1942)
- Нарукавна стрічка «Крит» (20 травня 1943)
- Почесна тарілка Люфтваффе (23 червня 1943)